# Tremella versicolor
Tremella versicolor är en svampart som beskrevs av Berk. 1854. Tremella versicolor ingår i släktet Tremella och familjen Tremellaceae.  Arten är reproducerande i Sverige. Inga underarter finns listade i Catalogue of Life.